# Unió de Lluites Comunistes - La Flama
La Unió de Lluites Comunistes - La Flama (en francès: Union des Luttes Communistes - La Flamme) va ser un partit comunista de Burkina Faso. La ULC-La Flamme va ser fundada el febrer del 1987 per l'escissió de la majoria de la Unió de Lluites Comunistes - Reconstruït. El 1991 va canviar de nom a Partit del Progrés Social.
La ULC-La Flamme va publicar el diari La Flamme. Els seus líders van ser Alain Zougba, Kader Cissé i Moïse Traoré.